# Päivälehti

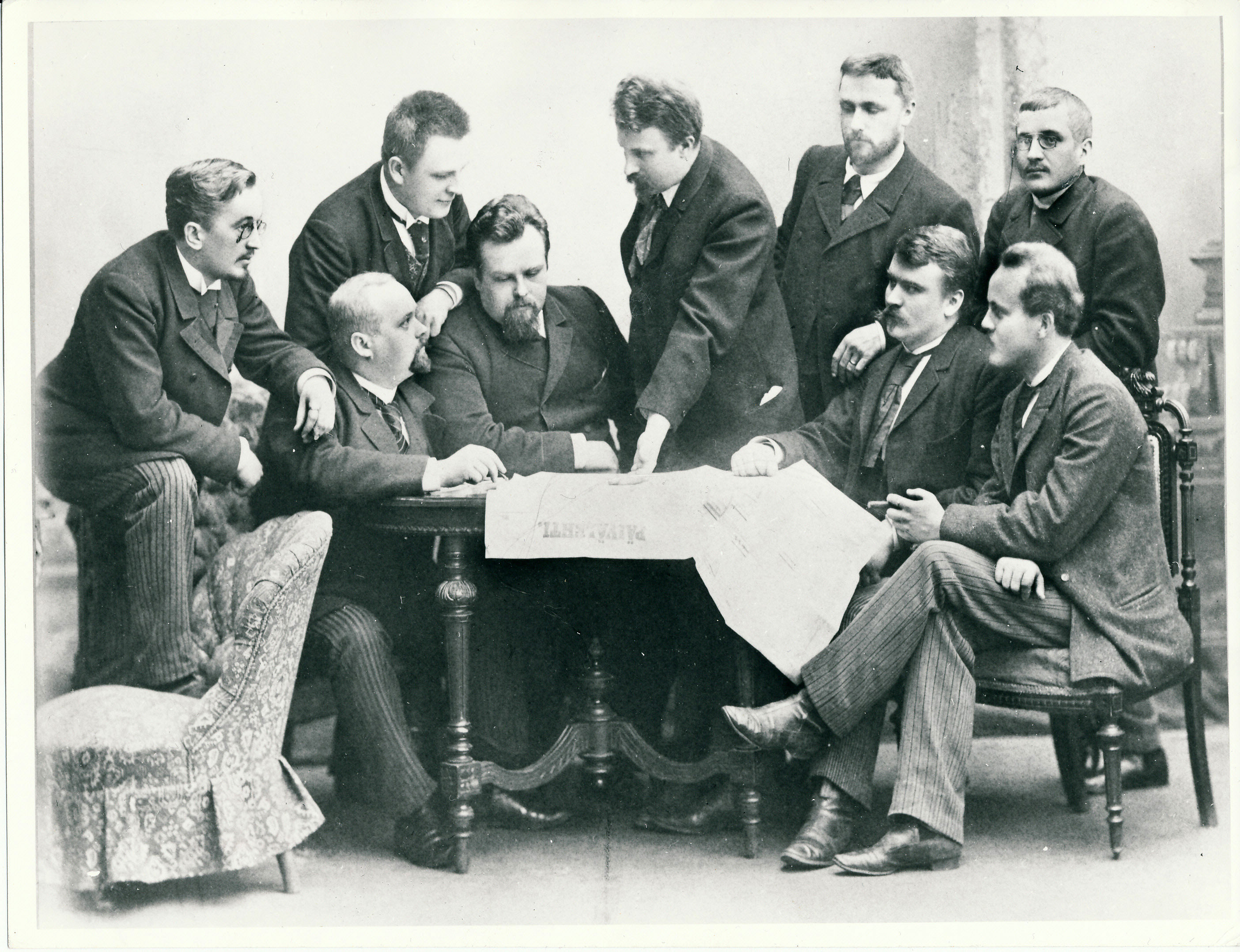
Le comité éditorial en 1893: debout de gauche à droite Kasimir Leino, Reinhold Roine, Juhani Aho, Arvid Järnefelt et Erkki Reijonen. Assis Santeri Ingman, E.O. Sjöberg, Eero Erkko et Filip Waren.

Päivälehti est un journal  publié de 1889 à 1904 en Finlande.

## Histoire
Päivälehti est le porte parole du parti jeune finnois et son programme est libéral et porte l'idée de finlandité. 
Le 1er numéro parait le 16 novembre 1889.
Censuré par les autorités russes, le journal doit interrompre sa publication en 1904.
L'équipe éditoriale fonde alors Helsingin Sanomat.

## Le cercle de Päivälehti
Päivälehti devient rapidement la revue principale du parti jeune finnois regroupant les jeunes politiciens et artistes militant pour la finlandité.
Le futur président Kaarlo Juho Ståhlberg y écrit sous le pseudonyme K.J.S. et le jeune Oskar Merikanto y est critique musical. 
Eino Leino y intervient dès  1899 comme critique culturel et chroniqueur.
Les contributeurs réguliers sont, entre autres, J. H. Erkko, Armas Järnefelt, Eero Järnefelt, Minna Canth, Pekka Halonen et Jean Sibelius. 
En 1894, Päivälehti embauche Tekla Hultin la première femme journaliste de Finlande.

## Comité éditorial
Le comité éditorial en 1893:  Kasimir Leino, Reinhold Roine, Juhani Aho, Arvid Järnefelt, Erkki Reijonen, Santeri Ingman, E.O. Sjöberg, Eero Erkko et Filip Waren. 